# Vaso Pacha
Vasa Pacha ou Wassa Pacha (en arabe : واصه باشا, en albanais : Vaso pashë Shkodrani, en turc : İşkodralı Vaso Paşa, en turc ottoman : واصه پاشا; 1825-1892), dit « Pashko Vasa Shkodrani », est un albanais catholique de Shkodër, qui exerce diverses fonctions officielles au sein de l'Empire ottoman, notamment gouverneur de la province autonome du Mont-Liban de 1883 à 1892. Il meurt à Beyrouth le 29 juin 1892, et ses restes sont rapatriés à Shkodër en 1978.

## Origines
De 1843 à 1847, il travaille pour le consulat britannique à Shkodër, ville du nord de l'actuelle Albanie. Il apprend ou parfait son apprentissage de l'italien, du français, du turc et du grec. En 1847-1849 il séjourne en Italie, où il participe aux insurrections révolutionnaires anti-autrichiennes à Venise en mai 1849. Il est ensuite expulsé, en tant que sujet ottoman, vers Constantinople où il vit d'abord dans la pauvreté avant de s'engager dans la fonction publique, à l'ambassade ottomane de Londres, puis dans une mission ottomane en Bosnie-Herzégovine (1863-1864), à Alep (Syrie actuelle) en 1867, à Varna (Bulgarie actuelle) en 1879, à Beyrouth (Liban actuel) en 1883.

## Réveil national albanais
En 1877, il fait partie des fondateurs du « Comité central pour la défense des droits du peuple albanais », et en 1878 de la Ligue de Prizren. Il écrit peu après (1878-1880) le célèbre poème nationaliste, O moj Shqypni (O Albanie, pauvre Albanie), prônant l'unité nationale albanaise au-delà des différences religieuses :  
Vous, Albanais, vous vous entre-tuez, 
En cent partis vous êtes divisés;
L'un se dit musulman, l'autre chrétien, 
L'un se dit Turc, l'autre Latin, 
Celui-ci Grec, cet autre Slave, 
Mais vous êtes tous frères, mes pauvres. 
Prêtres et hodjas vous ont abrutis
(...)
Faisons, comme des frères, un serment commun, 
Ne regardons ni vers l'église ni vers la mosquée,
La foi de l'Albanais est l'albanité !
Il est avec Abdyl Frashëri (en) un des deux représentants albanais au congrès de Berlin en 1878. Ils n'arrivent pas à se faire entendre du chancelier allemand Otto von Bismarck pour qui l'Albanie est seulement une « expression géographique ». Il défend un projet d'autonomie locale d'une province ottomane regroupant tous les albanophones, et non un État albanais indépendant comme le prônera plus tard Sami Frashëri, autre grande figure du nationalisme albanais.

## Gouverneur du Mont-Liban
En 1883, il est nommé gouverneur du moutassarifat du Mont-Liban, territoire autonome qui, en vertu du règlement organique du Mont Liban (en) signé après les événements de 1860 au Levant, devait être gouverné par un catholique ottoman. Il installe définitivement le moutassarifat au palais de Baabda qu'il commence à agrandir. Il tente de limiter les ingérences administratives du consulat de France et de l'Église maronite. Il meurt en fonction à Beyrouth en 1892.

## Œuvres
- La mia prigionia, episodio storico dell’assedio di Venezia, Constantinople 1850 ;
- Bosnie et Hercegovine pendant la mission de Djevdet Effendi, Constantinople 1865 ;
- Esquisse historique sur le Monténégro d'après les traditions de l'Albanie, Constantinople, 1872 ;
- Rose e spine, Constantinople 1873 ;
- L'alphabet latin appliqué à la langue albanaise, Constantinopole 1878 ;
- La vérité sur l'Albanie et les Albanais, Paris 1879 ;
- Grammaire albanaise à l'usage de ceux qui désirent apprendre cette langue sans l'aide d'un maître, Londres 1887 ;
- Bardha de Témal, scènes de la vie albanaise, Paris 1890 (publié sous le pseudonyme Albanus Albano)[4].